# 속리산휴게소

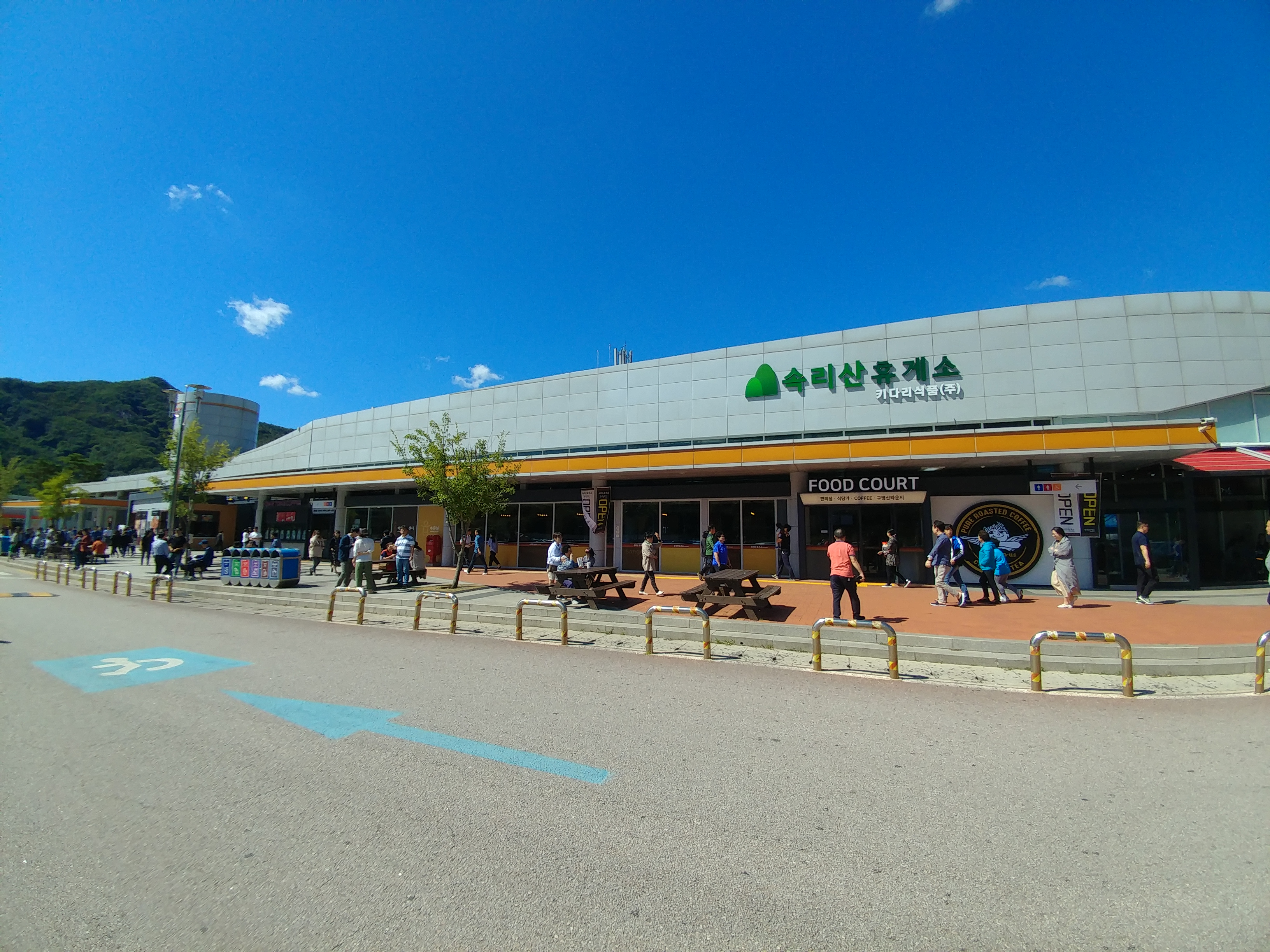
속리산휴게소

속리산휴게소(俗離山休憩所, Songnisan Service Area)는 대한민국 충청북도 보은군 마로면 적암길 56-18에 위치한 서산영덕고속도로의 고속도로 휴게소이다. 서산방향에만 휴게소가 존재한다. 2017년 12월 28일 휴게소 내에 하이패스 전용 나들목인 구병산 나들목이 개통되었다.

## 시설
- 브랜드매장 : 엔제리너스, 탐앤탐스, 로띠번
- 정유소 : 알뜰주유소, SK에너지(LPG)
- 경정비소 : 없음
- 화물휴게소 : 화물자 고객쉼터 (샤워시설, 탈의실, 안마의자 등)
- 대표음식 : 보은대추영양솥밥
- 고속도로 최초 졸음운전예방센터 운영

## 전후
- 속리산 나들목 ← 속리산휴게소·구병산 나들목 ← 화서 나들목
- 문의청남대휴게소 ← 속리산휴게소·구병산 나들목 ← 상주휴게소